# Andrea II Muzaka
Andrea II Muzaka (1318 – 1372) è stato un nobile albanese della famiglia Muzaka, governatore del Principato di Muzaka nel XIV secolo.
Ereditò il principato da suo padre, Teodor I Muzaka, che morì intorno al 1331. Andrea II è noto per aver espanso il Principato di Muzaka alla sua massima estensione, dalla costa sud adriatica dell'Albania a ovest fino a Kastoria a est, al momento della sua morte nel 1372.
Fu riconosciuto Despotato del Regno d'Albania e come Maestro d'Albania dal Regno d'Albania angioino nel 1336-37. Nel decennio successivo, guidò la resistenza contro le invasioni serbe dell'Albania, e dopo la caduta dell'Impero serbo, recuperò i suoi territori precedenti e iniziò ad espandere di nuovo. Durante le sue guerre contro gli stati successori serbi, Andrea II riuscì a sconfiggere sia Vukašin Mrnjavčević che suo figlio, Principe Marko, consolidando il principato della sua famiglia. Fu riconosciuto come Despota d'Epiro dall'imperatore bizantino Giovanni V Paleologo per le sue vittorie contro i serbi.

## Regno

### Primi anni di regno
Andrea II Muzaka proveniva dalla ricca famiglia nobile Muzaka dell'Albania meridionale. Suo nonno, Andrea I Muzaka, stabilì un dominio territoriale de facto indipendente intorno al 1280 nella regione Myzeqe a ovest di Berat, che successivamente fu nominata in onore della famiglia. Andrea I fu succeduto da Teodor noto come "Këshetisi". Il figlio di Teodor, Andrea II, sarebbe diventato il più importante governatore della famiglia nobile Muzaka nel periodo medievale. Come suo padre, Andrea II servì gli Angioini come maresciallo titolare d'Albania. Ricoprì vari altri titoli come sebastocratore, e fu riconosciuto come despotus Regni Albaniae (despota del Regno d'Albania) e Maresciallo d'Albania dagli Angioini. Suo padre, Teodor, fu riconosciuto come prothosevastor. All'inizio del suo regno esercitò un controllo nominale su gran parte della costa adriatica del paese tra i fiumi Voiussa e Devoll a est. In pratica, questo continuava a essere dominato dalle storiche famiglie nobili albanesi che prestavano poco attenzione all'autorità di Muzaka. Un accordo del 1336 tra gli Angioini e Andrea II permise ai membri della famiglia Muzaka di viaggiare liberamente da e verso Durazzo, e i legami amichevoli tra le due famiglie nobili rimasero fino a quando la famiglia Muzaka fuggì dalla conquista ottomana dell'Albania.

### Resistenza contro i serbi

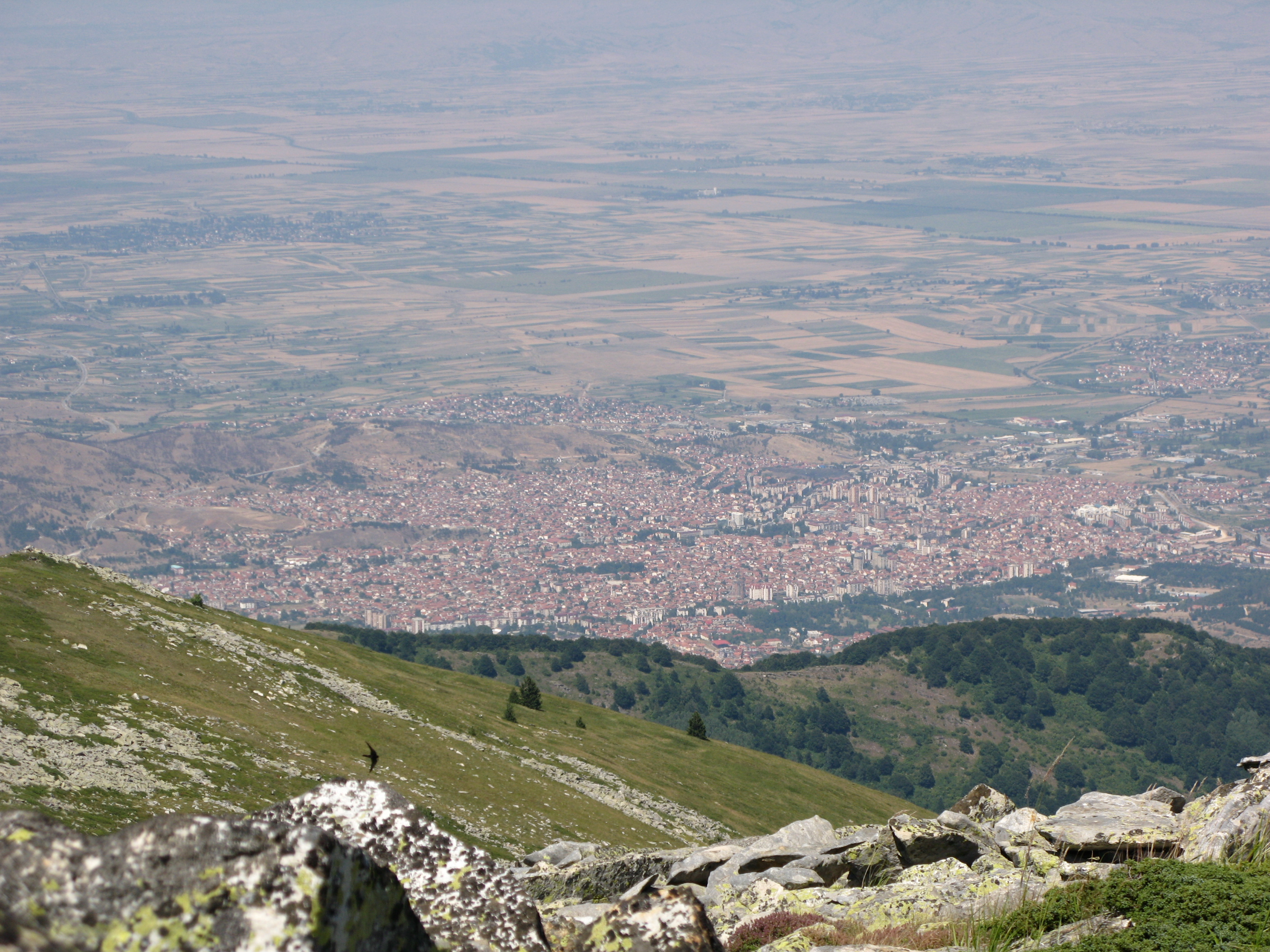
La montagna Pelister dove le forze di Andrea Muzaka sconfissero l'esercito serbo

Tra il 1341 e il 1347, l'Impero bizantino era impegnato in una guerra civile, e i serbi capitalizzarono su questa situazione invadendo gran parte delle possessioni bizantine nei Balcani meridionali. Andrea II guidò la resistenza contro i serbi e formò varie alleanze con altre famiglie nobili albanesi, mantenendo anche legami con i suoi tradizionali alleati angioini. Nel 1336, il Regno di Serbia sotto Stefan Dušan catturò Durrës controllata dagli angioini. Sebbene gli angioini riuscissero a riconquistare Durrës, Dušan continuò la sua espansione e durante gli anni 1337-1345 catturò Kanina e Valona.
Andrea II Muzaka intraprese una guerra contro le forze serbe intorno al 1340. In alleanza con la famiglia Gropa, ebbe diverse campagne di successo contro Dušan, ma i suoi domini furono presto invasi dal re serbo, insieme agli altri principati albanesi. Nel 1345, tutte le terre albanesi erano sotto il dominio serbo tranne Durrës, che era sotto il controllo angioino. Nel 1350, Andrea II prese Berat ai serbi, costringendo Giovanni Komnenos Asen, il signore locale nominato da Stefan Dušan a governare la regione, a spostare la sua sede a Kanina. Non è certo se le truppe serbe siano state in grado di catturare qualche città o esercitare controllo su queste aree dell'Albania meridionale, nonostante le loro incursioni nella regione. Sebbene alcuni storici attribuiscano l'acquisizione di diverse città a questo periodo, altri suggeriscono che i serbi ottennero solo la sottomissione, che potrebbe essere stata nominale, da diverse tribù albanesi.

### Regno successivo
Dopo la morte di Stefan Dušan nel 1355 e il crollo dell'Impero serbo, Andrea II recuperò il controllo su parti del sud-est dell'attuale Albania e ampliò significativamente il principato. Negli anni '60 del 1360, Andrea II fu coinvolto in un conflitto per le province sud-occidentali della Macedonia (inclusa Kastoria) contro Vukašin Mrnjavčević, re di Serbia. Entrambi i governanti avevano pretese di ereditare queste regioni dopo la morte di Simeon Uroš; Vukašin lo rivendicò come co-governante di Stefano Uroš V, mentre Andrea II lo rivendicò sulla base che il confine tra Albania e Bulgaria si trovava nella montagna Pelister, specificamente nella sorgente Dobrida. V
ukašin fu sconfitto nella battaglia di Bregalnica nel 1371. Tuttavia, la sconfitta serba creò il vuoto di potere, e Andrea II si affrettò ad espandere ulteriormente i suoi possedimenti conquistando Kastoria nel 1371.

### Espansione
A quel tempo, il Signore di Berat era un nobile albanese, il Principe Marko, anch'esso rivale di Andrea II. Marko si alleò con i suoi più potenti nobili albanesi, come Dardania, Bardhi, Thopiaj e altri, e si unì a Andrea II contro i serbi. Andrea II entrò in conflitto anche con i suoi rivali nobili albanesi: i Thopia e i Dardania, ma riuscì a mantenere il suo status e la sua autorità attraverso le alleanze e il suo potere militare.

### Riconoscimento dell'Impero bizantino
Alla fine del 1372, Andrea II Muzaka ottenne il titolo di despotus Epirotarum dal governo bizantino, il che gli conferì maggiore autorità e legittimità come nobile albanese. Durante questo periodo, Andrea II estese ulteriormente il suo dominio e mantenne l'indipendenza dai poteri esterni. Dopo la sua morte nel 1372, il principato cadde sotto la pressione della crescente espansione ottomana.